# Gilles Duceppe
Gilles Duceppe (Montreal, 22 de julho de 1947) é um político canadense da província de Quebec. Deputado federal de 1990 a 2011, foi chefe do Bloco Quebequense (BQ) entre 1997 e 2011.
Foi derrotado pelo Novo Partido Democrático na Eleição Federal de 2011 no que foi a pior performance eleitoral da história do Bloco Quebequense. Anuncia então sua demissão da chefia do partido.

## Biografia
Nascido em Montreal, é filho do autor quebequense Jean Duceppe e de Hélène Rowley. Estuda Ciência política  na Universidade de Montreal. Na juventude interessa-se pelo Comunismo, tornando-se membro ativo do Partido Comunista Operário do Canadá. Depois, torna-se negociador pela Confederação dos Sindicatos Nacionais (CSN).
Em 1990, torna-se o primeiro deputado eleito do Bloco Quebequense após uma eleição federal parcial no distrito eleitoral de Laurier-Sainte-Marie em Montreal. Na ocasião, candidatou-se oficialmente como independente. Todos os outros deputados do Bloco Quebequense haviam deixado os partidos Partido Progressista Conservador do Canadá ou o Partido Liberal do Canadá.
Em 1996, o então chefe do Bloco Quebequense, Lucien Bouchard, deixa seu posto para dedicar-se à política na província de Quebec assumindo a chefia do Partido Quebequense. Gilles Duceppe é então nomeado chefe interino do Bloco até a eleição de Michel Gauthier. Gilles Duceppe substitui Gauthier em março de 1997.
Na Eleição Federal de 1997, o Bloco perde seu posto de oposição oficial. O partido passa de 54 a 44 assentos na Câmara dos Comuns atrás do Partido Reformador do Canadá. A campanha de 1997 foi difícil para Duceppe, estando a necessidade da existência de seu partido questionada após a derrota no referendo quebequense de 1995.

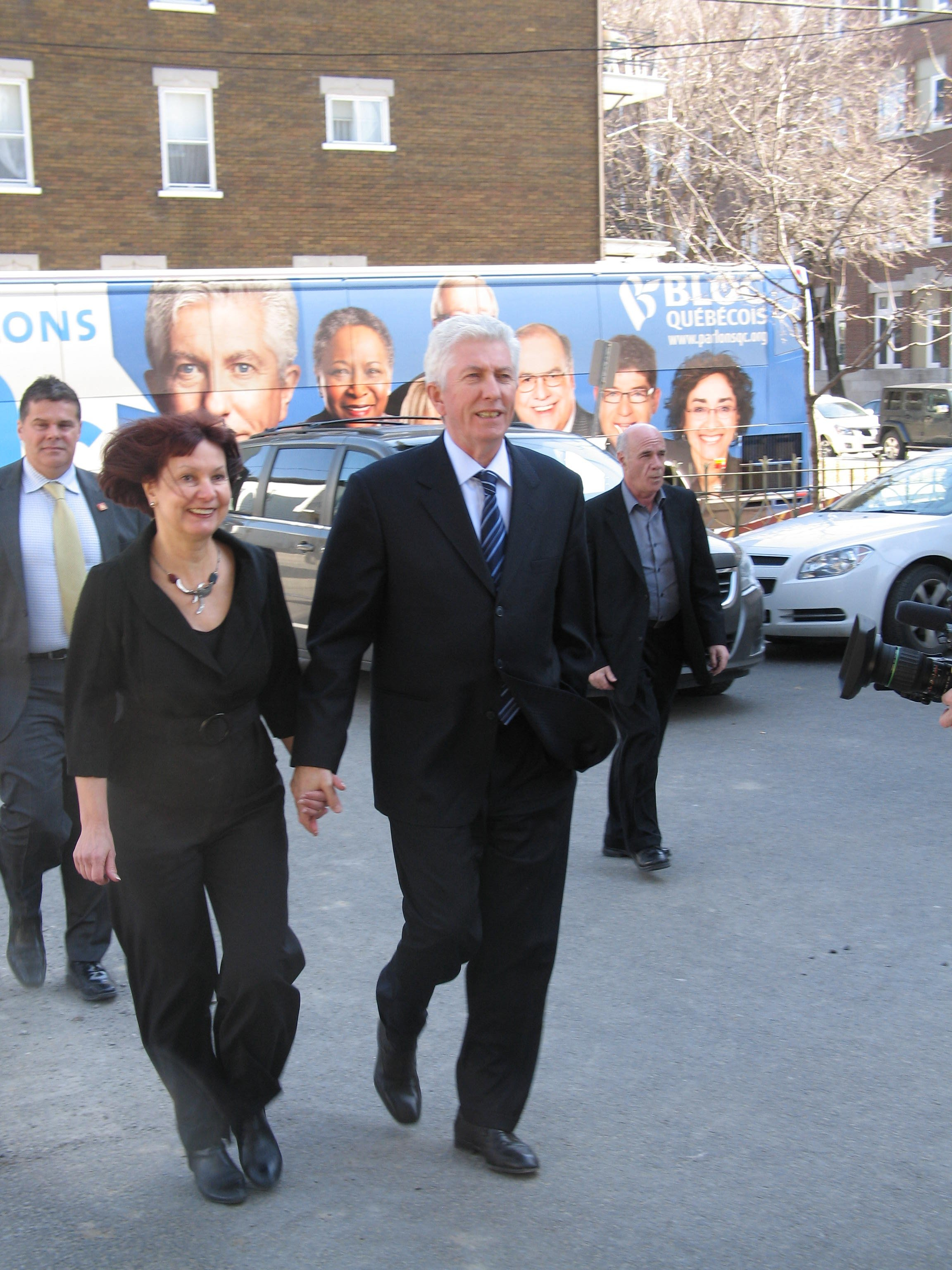
Gilles Duceppe e sua esposa, Yolande Brunelle, durante a campanha eleitoral de 2011.

O Bloco Quebequense conquista apenas 38 assentos nas Eleições federais no Canadá em 2000. Escândalos de corrupção envolvendo os Liberais em 2003 aumentam as intenções de voto para o Bloco. Sob o comando de Gilles Duceppe, o partido conquista 54 assentos durante as Eleições Federais de 2004, mesmo nível de 1993. Porém a fusão do Partido Progressista Conservador do Canadá e do Partido Reformador do Canadá impedem que o Bloco se torne a oposição oficial.
Confiante após o recente sucesso de seu partido, Gilles Duceppe é apoiado por 96,8% dos delegados do Bloco Quebequense durante congresso realizado em 2005. Ainda em 2005, a demissão de Bernard Landry do posto de chefe do Partido Quebequense e da oposição oficial na província alimenta especulações de que Duceppe concorreria à direção do Partido Quebequense, o que é rapidamente desmentido por ele.
Boatos sobre sua nomeação como chefe do Partido Quebequense recomeçam em maio de 2007, após sua derrota eleitoral nas eleições provinciais de 2007 e da demissão de seu chefe, André Boisclair. Em 11 de maio de 2007, Duceppe confirma sua intenção de participar da disputa à direção do Partido Quebequense, pouco antes de Pauline Marois anunciar ela também sua intenção. Assim, Duceppe retira sua candidatura e apóia a de Pauline Marois. Uma pesquisa publicada pelo jornal La Presse de Montreal em 12 de maio dá 45% de apoio a Pauline Marois contra 21% a Gilles Duceppe.
Ao retornar à Câmara dos Comuns em 14 de maio, Gilles Duceppe se submete a novo voto de confiança do Conselho do partido, obtendo apoio unânime dos deputados do Bloco. Duceppe declara ter cometido um erro ao se lançar candidato à direção do Partido Quebequense e afirma querer continuar seu trabalho na esfera federal.
Novas eleições federais são realizadas no outono de 2008. O Bloco Quebequense consegue outra boa votação, apesar do número de eleitos ter caído para 49 após a apuração dos resultados. Os cortes orçamentários do Primeiro Ministro Stephen Harper favorizam o Bloco contra os Conservadores. Muitos veem em Duceppe o opositor que impediu os Conservadores de obterem maioria na Câmara dos Comuns.

### Demissão
As Eleições de 2011 marcam o fim do mandato de Duceppe em Ottawa. O Bloco perde 43 dos 47 assentos que detinha na Câmara dos Comuns antes da eleição. Derrotado em seu próprio distrito eleitoral, Gilles Duceppe anuncia sua demissão da direção do partido.